# عزلة الزاملية (إب)

تعديل مصدري - تعديل

عزلة الزاملية هي إحدى عزل مديرية مذيخرة في محافظة إب اليمنية ويبلغ تعداد سكانها 1372 نسمة حسب التعداد السكاني في اليمن لعام 2004.

## روابط خارجية
- الجهاز المركزي للإحصاء بالجمهورية اليمنية
- المركز الوطني للمعلومات باليمن
- الدليل الشامل